# هشام بوشروان
هشام بوشروان من (مواليد 2 أبريل 1981) بمدينة أربعاء العونات المغربية، هو لاعب كرة قدم مغربي سابق، كان لاعبا لأندية الرجاء الرياضي والترجي التونسي ونادي الاتحاد السعودي. بدأ حياته الرياضية في عام 1997.

## مسيرته الكروية
بدأ مسيرته مع نادي الرجاء الرياضي عام 1997. وفي عام 2005 انتقل للعب في نادي ليل الفرنسي على سبيل الإعارة حتى شهر يوليو 2006. عاد بعدها إلى نادي الرجاء البيضاوي. في عام 2007 انتقل لعب في الدوري التونسي ومنه انتقل إلى نادي الاتحاد السعودي منذ عام 2008 حتى 2010 عاد للرجاء البيضاوي الذي لعب له 21 مباراة في مختلف المسابقات مسجلاً 3 أهداف، وفي عام 2011 انتقل بوشروان إلى لأهلي القطري الذي لعب له موسم 2011–2012 حيث شارك معه في 19 مباراة وسجل 5 أهداف وبعد نهاية عقده في يونيو 2012 لم يوقع لأي فريق وحتي الآن لايزال بدون فريق، في أغسطس 2014 خرجت بعد الأخبار الغير رسمية تفيد باعتزال بوشروان كرة القدم نهائيا عن 33 عاماً يعمل الآن مدربا للرجاء البيضاوي المغربي

## الإنجازات
الرجاء الرياضي
- الدوري المغربي (3): 2001، 2004، 2011
- كأس العرش (2): 2002، 2005
- كأس الاتحاد الأفريقي (1): 2003
- دوري أبطال أفريقيا الوصيف: 2002

 الترجي التونسي
- كأس تونس (2): 2007، 2008

 الإتحاد السعودي
- دوري المحترفين السعودي (1): 2009
- دوري أبطال آسيا الوصيف: 2009

### إنجازات فردية
- أفضل لاعب في دوري أبطال أفريقيا: 2002
- هداف دوري أبطال أفريقيا: 2002
- هداف كأس الاتحاد الأفريقي: 2003
- هداف الدوري السعودي للمحترفين: 2009

## روابط خارجية
- هشام بوشروان على موقع قاعدة بيانات كرة القدم.إي يو (الإنجليزية)
- هشام بوشروان على موقع ناشيونال فوتبول تيمز (الإنجليزية)